# Nuncjatura Apostolska w Kolumbii
Nuncjatura Apostolska w Kolumbii – misja dyplomatyczna Stolicy Apostolskiej w Kolumbii. Siedziba nuncjusza apostolskiego mieści się w Bogocie. Nuncjusz apostolski pełni tradycyjnie godność dziekana korpusu dyplomatycznego akredytowanego w Kolumbii od momentu przedstawienia listów uwierzytelniających.

## Historia
Delegatura Apostolska w Kolumbii powstała w XIX wieku. 8 maja 1916 papież Benedykt XV podniósł ją do rangi internuncjatury apostolskiej, a 20 lipca 1917 do rangi nuncjatury apostolskiej.

## Szefowie misji dyplomatycznej Stolicy Apostolskiej w Kolumbii

### Delegaci apostolscy
- bp Gaetano Baluffi (1836 - 1842) Włoch
- ks. Lorenzo Barili (1851 - 1856) Włoch
- ks. Mieczysław Ledóchowski (1856 - 1861) Polak
- ks. Francesco Tavani (1861 - 1869) Włoch
- abp Serafino Vannutelli (1869 - 1875) Włoch
- abp Mario Mocenni (1877 - 1882) Włoch
- ks. Giovanni Battista Agnozzi (1882 - 1887) Włoch
- abp Luigi Matera (1887 - 1890) Włoch
- abp Antonio Sabatucci (1890 - 1895) Włoch
- abp Antonio Vico (1897 - 1904) Włoch
- abp Francesco Ragonesi (1904 - 1913) Włoch
- abp Carlo Montagnini (1913 - 1913) Włoch
- abp Alberto Vassallo-Torregrossa (1913 - 1915) Włoch
- abp Enrico Gasparri (1915 - 1916) Włoch

### Internuncjusz apostolski
- abp Enrico Gasparri (1916 - 1917)

### Nuncjusze apostolscy
- abp Enrico Gasparri (1917 - 1920)
- abp Roberto Vicentini (1922 - 1924) Włoch
- abp Paolo Giobbe (1925 - 1935) Włoch
- abp Carlo Serena (1935 - 1945) Włoch
- abp Giuseppe Beltrami (1945 - 1948) Włoch
- abp Antonio Samorè (1950 - 1953) Włoch
- abp Paolo Bertoli (1953 - 1959) Włoch
- abp Giuseppe Paupini (1959 - 1969) Włoch
- abp Angelo Palmas (1969 - 1975) Włoch
- abp Eduardo Martínez Somalo (1975 - 1979) Hiszpan
- abp Angelo Acerbi (1979 - 1990) Włoch
- abp Paolo Romeo (1990 - 1999) Włoch
- abp Beniamino Stella (1999 - 2007) Włoch
- abp Aldo Cavalli (2007 - 2013) Włoch
- abp Ettore Balestrero (2013 - 2018) Włoch
- abp Luis Mariano Montemayor (2018 - 2023) Argentyńczyk
- abp Paolo Rudelli (od 2023) Włoch